# Brno-Ořešín
Brno-Ořešín je městská část na severním okraji statutárního města Brna. Je tvořena městskou čtvrtí Ořešín, původně samostatnou obcí, která byla k Brnu připojena v roce 1971. Její katastrální území má rozlohu 3,06 km² a žije zde 607 obyvatel. Podle počtu obyvatel je nejmenší městskou částí Brna. Nachází se na jižním úbočí kopce Horka a její okolí tvoří především zalesněné území Soběšické vrchoviny.
Nejstarší zmínka o Ořešínu pochází z roku 1275. Vesnice patřila zábrdovickým premonstrátům, kteří ji zanedlouho prodali cisterciačkám ze Starého Brna. Se starobrněnským panstvím byl osud vesnice spjat až do poloviny 19. století. Poté byl Ořešín samostatnou obcí a v roce 1971 se stal součástí Brna. Oproti některým jiným okrajovým brněnským částem se mu na přelomu 20. a 21. století vyhnula velká suburbanizace, čímž si zachoval převážně vesnický charakter.
Zalesněné okolí Ořešína je turisticky a rekreačně využíváno Brňany. Ve vesnici se nachází kaple a několik drobných pamětihodností.

## Název
Základ místního jména Ořešín vychází z osobního jména Ořěch, respektive jeho variant Ořěšě či Ořěcha, k čemuž byla přidána přivlastňovací přípona -ín. Název tedy znamená „ves Ořěchova“.
Poprvé je vesnice zmiňována k roku 1275 pod jménem Horus, jehož původ je nejasný. Může jít o zkomoleninu slova „ořech“, udávána je i možnost s omylem vynechaným písmenem v latinském slově „hortus“, tedy „zahrada“. Další zmínky již uvádějí název Ořešín, v průběhu staletí v mnoha variantách. V roce 1327 je vesnice psána jako Oreschin, o tři roky později Ohresin či Ohrzechin. Na přelomu 17. a 18. století jsou doloženy varianty Woržessin, Oržessin a Woržeschin a během 19. století se objevují poněmčelé verze Ořeschin a Orzeschin i česká jména Ořessjn, Ořeší a roku 1854 poprvé také Ořešín. Tato varianta byla v roce 1924 použita i při úředním stanovení jména vsi. V době Protektorátu byl v letech 1939–1945 používán v němčině název Orscheschin.

## Historie

### Do roku 1850
Východně od Ořešína, v polní trati Za žlíbkem, se v okolí polní cesty poměrně četně vyskytují jinak neobvyklé úlomky pazourku a rohovce. Publikace Vranov u Brna z roku 1940 uvádí starší paleolitické nálezy z ořešínského katastru; později zde byl nalezen kamenný sekeromlat, zřejmě neolitický. Je možné, že se zde nalézala paleolitická osada.
První písemná zmínka o Ořešíně, tehdy uvedeném pod názvem Horus, pochází z roku 1275, kdy je uváděn v listině, podle které má ves za určitý poplatek dočasně, do své smrti, držet Bambo, správce moravského podkomořího Černína z Popovic. Po jeho úmrtí se měla vesnice vrátit do majetku zábrdovického premonstrátského kláštera, k čemuž skutečně došlo. Konvent v Zábrdovicích však byl zadlužený a roku 1327 prodal Ořešín starobrněnským cisterciačkám, které pro tuto transakci použily finance věnované jejich zakladatelkou, královnou Eliškou Rejčkou. Vesnice se tak stala součástí starobrněnského panství, v němž zůstala až do poloviny 19. století. Cisterciačkám ze Starého Brna patřil tento majetek do zrušení kláštera v roce 1782; Ořešín byl spravován v rámci jejich cacovického statku. Od konce 16. století stál v čele vsi rychtář.

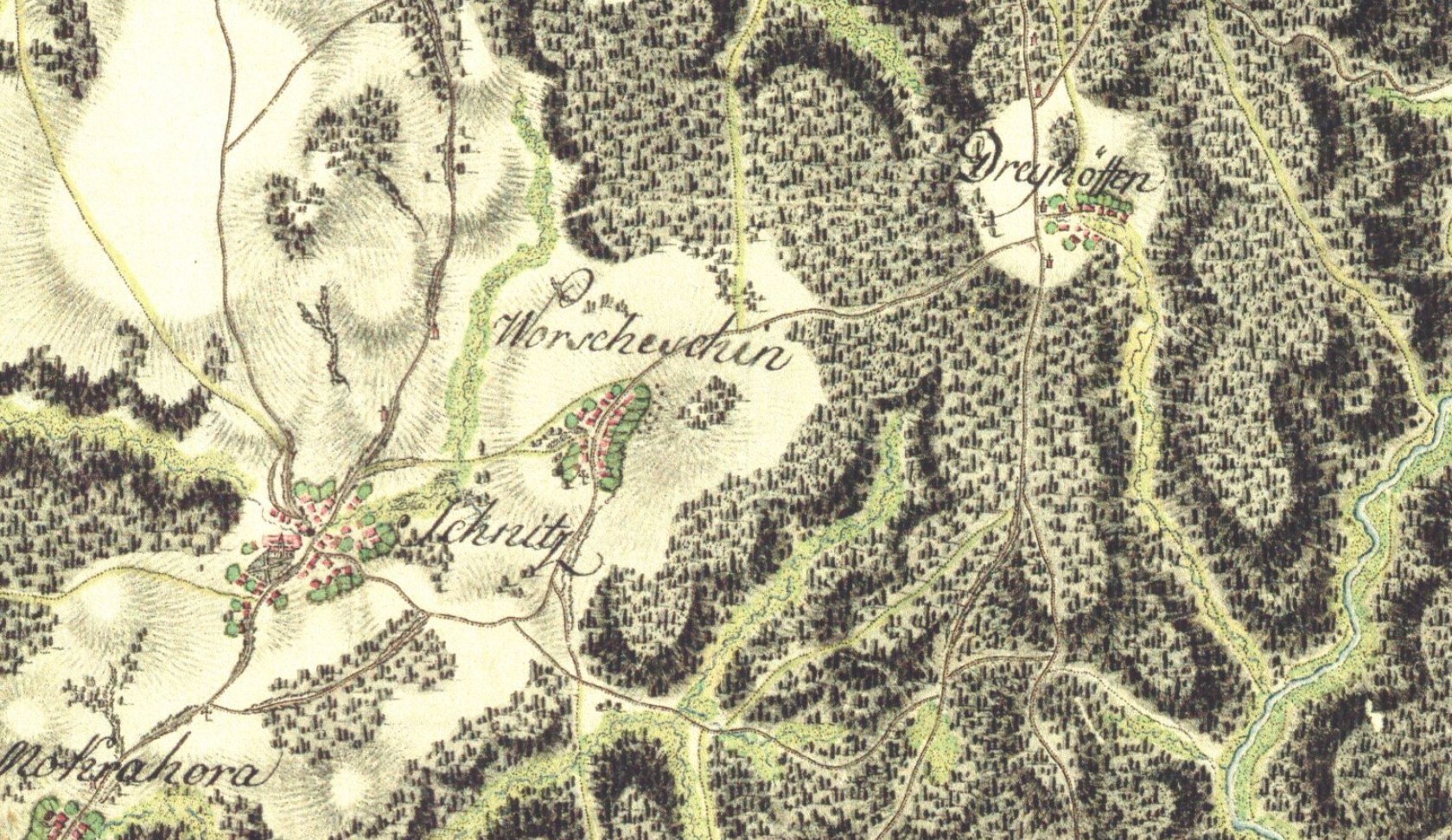
Ořešín na mapě prvního vojenského mapování z 18. století

V roce 1657, po třicetileté válce, byl Ořešín tvořen devíti usedlostmi, z nichž jedna, místní dvůr, byla pustá. Poplužní dvůr, opuštěný za nedávných válečných událostí, byl ve druhé polovině 17. století rozdělen na poloviny a zanikl. Obnoven byl v roce 1773. Počet devíti domů ve vsi zůstával dlouhá desetiletí stejný, zvyšovat se začal až v poslední čtvrtině 18. století díky poddanské a pozemkové reformě, která zde byla včetně raabizace a definitivnímu zrušení a rozparcelování dvora provedena roku 1784. Po zrušení kláštera cisterciaček spravoval od roku 1782 starobrněnské panství, včetně Ořešína, státní náboženský fond. Panství koupil v roce 1825 starobrněnský advokát Franz rytíř Heintl, od jehož synů ho roku 1843 získal Eduard kníže Schönburg-Hartenstein, který ho držel několik let do zrušení patrimoniální správy. Většina obyvatel vsi se až do konce 19. století živila zemědělstvím.

### Po roce 1850
Po vzniku obecního zřízení byl od roku 1850 Ořešín coby samostatná obec součástí politického okresu Brno-venkov, v němž setrval až do roku 1971, kdy byl přičleněn k Brnu a zahrnut tak do okresu Brno-město. Příslušnost k soudním okresům byla složitější. V letech 1850–1855 spadal do soudního okresu Brno-horní předměstí. Toho roku byly brněnské soudní okresy spojeny v jeden s názvem Brno, jenž byl v roce 1892 opětovně rozdělen a Ořešín se stal součástí soudního okresu Brno-okolí. V něm se nacházel až do roku 1949, kdy byly tyto územní jednotky zrušeny.
V roce 1850 se ze starobrněnského panství stal hospodářský velkostatek, kterému v okolí Ořešína patřily především lesy. Velkostatek dědili potomci knížete Eduarda, takže zůstal v majetku rodu Schönburg-Hartenstein až do roku 1945, kdy byl na základě Benešových dekretů vyvlastněn. Lesní revír byl přičleněn ke Školnímu lesnímu statku brněnské Vysoké školy zemědělské.

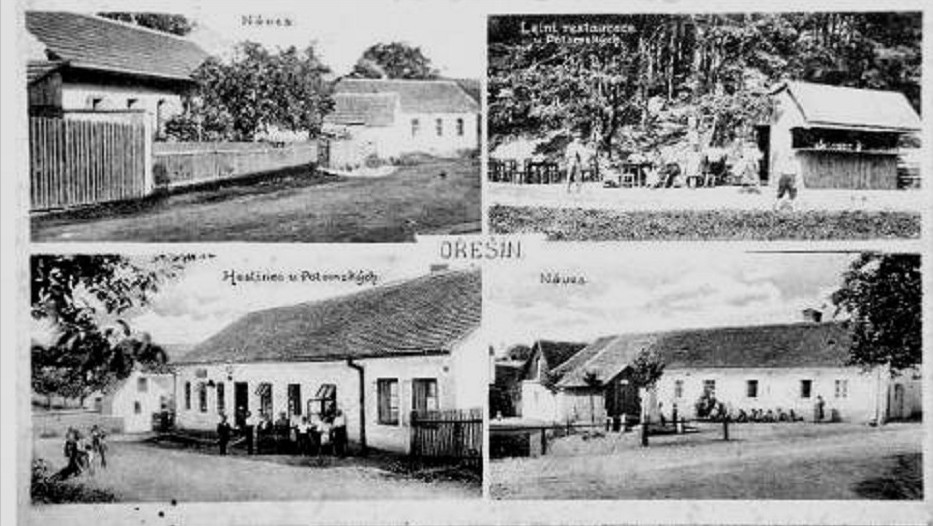
Ořešín na pohlednici z doby nedlouho před první světovou válkou

V letech 1907–1908 byla ze sousedních Jehnic postavena do Ořešína silnice (dnešní ulice Klimešova). Plánováno bylo i její prodloužení z horní části vsi přes les do Útěchova, které bylo nejprve odloženo a následně, ještě před první světovou válkou, zrušeno, neboť by se na takovou investici musela malá obec silně zadlužit. K roku 1911 byl ze zdejších živností evidován hostinec, prodej tabáku a kořalky a tři obchody. Toho roku byla v Ořešíně založena dělnická tělocvičná jednota a v roce 1913 sbor dobrovolných hasičů. V první světové válce padli čtyři místní občané. Roku 1920 založili Ořešínští Sokol a tehdy zde vznikla také knihovna. Počátkem 20. let byla založena federovaná dělnická tělocvičná jednota. V roce 1930 byla obec elektrifikována a během první republiky byla postavena hasičská zbrojnice. Jako obecní úřad sloužila od té doby obecní pastouška, kde byla umístěna i knihovna. Ve 20. letech zde místní občan vybudoval jediný větší podnik ve vsi: rodinnou strojírenskou dílnu, která se úspěšně rozvíjela, a to až do roku 1945, kdy ji musel kvůli nedostatku místa přestěhovat do Slavkova u Brna. Ve 30. a 40. letech zde také fungovala malá tkalcovská dílna, po válce přesunutá do Rozhraní. V celostátních i komunálních volbách vítězily v Ořešíně levicové strany, národní socialisté, sociální demokraté a komunisté. Během přelomu 19. a 20. století se totiž postupně proměnila skladba obyvatelstva: v roce 1924 zde žili již pouze dva sedláci, zatímco se zvyšoval počet domkářů, kteří převážně pracovali jako dělníci v průmyslových závodech v okolí (v Jehnicích, České, Adamově, Brně).
Během druhé světové války byli v německých koncentračních táborech coby političtí vězni zabiti dva ořešínští občané. Koncem dubna 1945 umístila ustupující německá armáda jedno ze svých velitelství do blízkých Jehnic, takže se němečtí vojáci i s technikou objevili i v Ořešíně. Část vsi se dokonce musela vystěhovat. Přímé boje se však obci vyhnuly, pouze několik domů bylo při ostřelování poškozeno. Z Ořešínských nezemřel nikdo, avšak byly zabity dvě ženy z jiných vsí, které se zde schovávaly před boji. Vesnice byla osvobozena rumunskou armádou ráno 9. května 1945. V poválečné době měli i v Ořešíně politickou převahu komunisté, národní socialisté si však udrželi pozici předsedy místního národního výboru (starosty), a to i po únoru 1948. Dne 17. října 1949 byl zahájen provoz autobusové linky Dopravního podniku města Brna z Řečkovic přes Mokrou Horu a Jehnice do Ořešína. Malý rybníček na návsi byl v roce 1950 nahrazen betonovou požární nádrží (zrušenou krátce po roce 2000). Kvůli nízkému počtu zemědělců, který se vzhledem k malé výměře polí snižoval dlouhodobě, zde v rámci kolektivizace zemědělství nevzniklo jednotné zemědělské družstvo, ale místní hospodáři byly v roce 1957 donuceni vstoupit do Státního statku Jehnice. V 50. a 60. letech byl v obci zaveden vodovod, kanalizace a veřejné osvětlení.

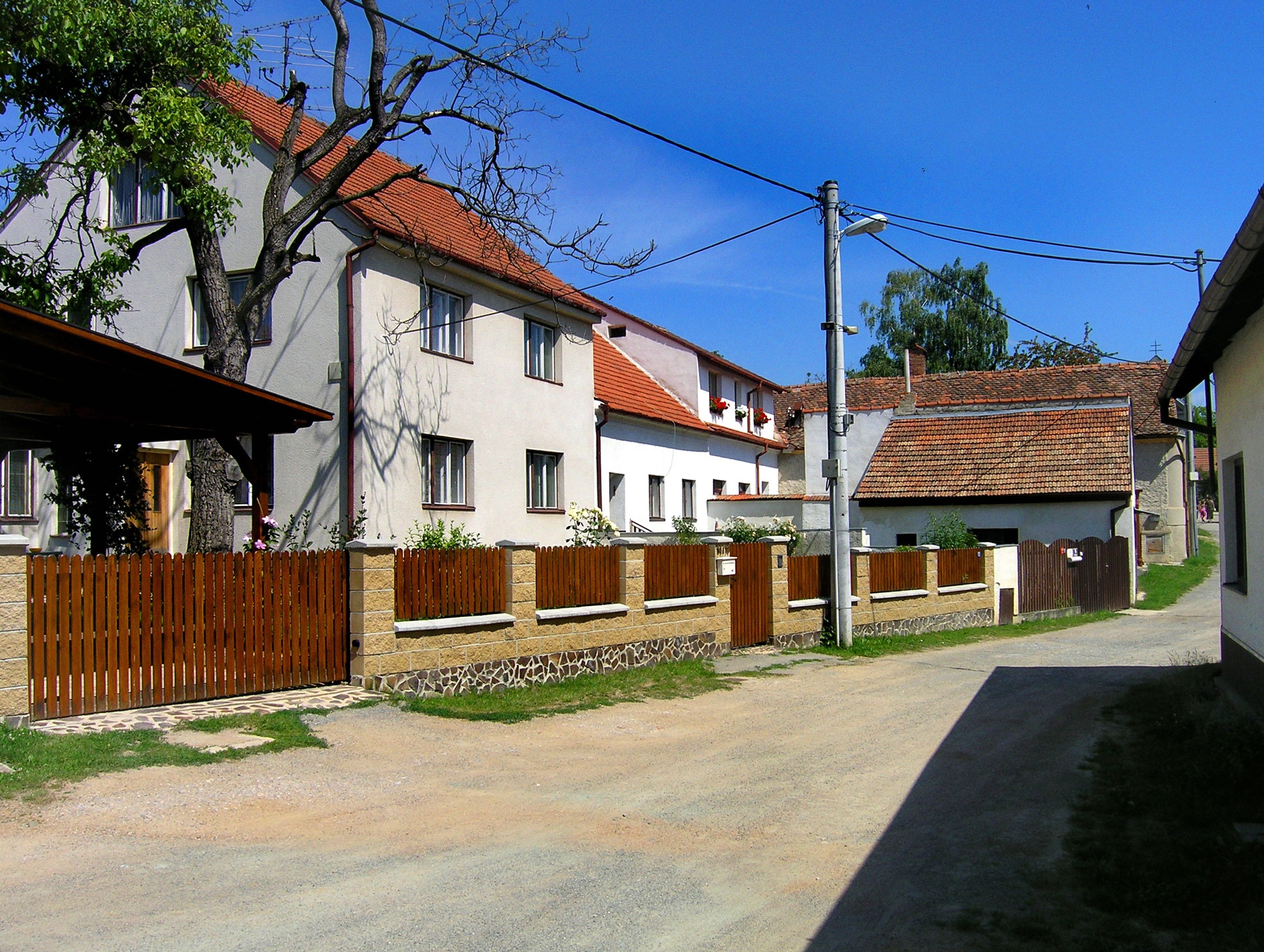
Prostor bývalého dvora, dnešní ulice U zvoničky

Záměr o připojení Ořešína k Brnu se objevil již v roce 1960. Podle tehdejší nerealizované myšlenky se měla obec připojit k Jehnicím a ty následně k Brnu. O definitivním přičlenění k městu rozhodly orgány komunistické strany v roce 1967, události následujícího roku však provedení odložily. Ořešín se společně s několika dalšími obcemi stal součástí Brna 26. listopadu 1971 (kdy se konaly městské volby), začleněn byl městského obvodu Brno VI-Řečkovice. Od 1. května 1972 byl součástí městské části Brno-Řečkovice, která však byla krátce poté zrušena a její území, včetně Ořešína, 21. září 1972 přičleněno k městskému obvodu Brno V.
Místní knihovna se v roce 1972 stala pobočkou městské Knihovny Jiřího Mahena. Téhož roku byly pojmenovány ořešínské ulice. Při novém rozčlenění Brna po sametové revoluci se Ořešín stal k 24. listopadu 1990 samosprávnou městskou částí Brno-Ořešín. Počátkem 90. let 20. století byla ves plynofikována, v tomto desetiletí byl také severně od vesnice postaven ořešínský vodojem. V letech 2004–2005 byl vybudován druhý vodojem v katastru městské části, vodojem Jehnice v ulici Jasná. Tehdy byl také přestavěn sportovní areál v horní části Klimešovy ulice, v letech 2007–2008 se modernizace dočkal sportovní areál Sokola v Drozdí ulici a roku 2008 byla postavena nová hasičská zbrojnice. Coby vůbec první školní zařízení ve vsi byla v roce 2011 postavena kontejnerová mateřská škola, vůbec první školka tohoto typu v Brně. Roku 2018 došlo k přesunu ořešínské radnice a knihovny z dlouhodobě nevyhovující bývalé obecní pastoušky v Ronovské ulici do zrekonstruované bývalé barokní hájenky z roku 1744 v ulici U zvoničky. Upraven byl i přilehlý prostor včetně zvonice, která byla změněna na kapli.

### Urbanistický vývoj

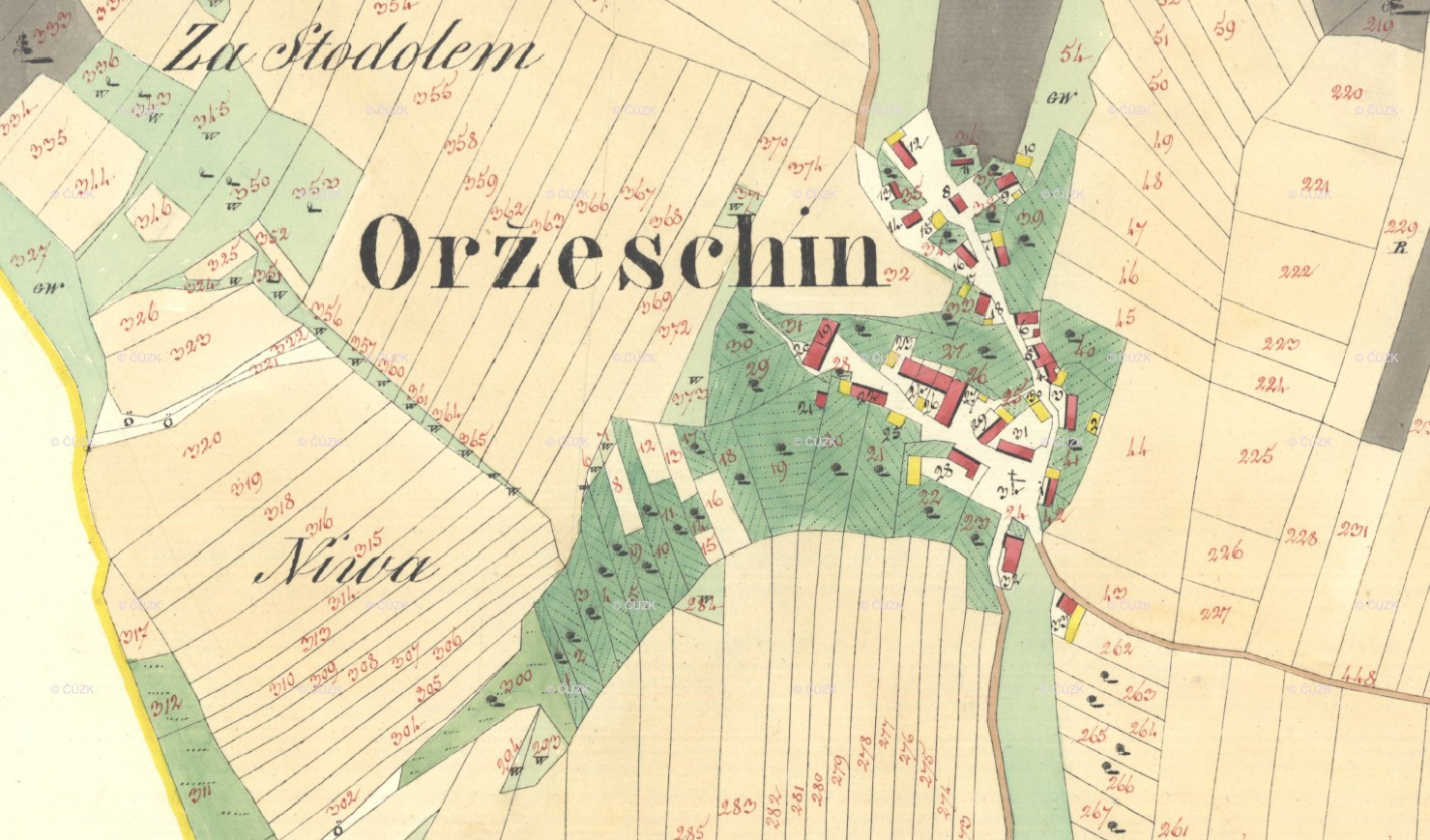
Císařský otisk stabilního katastru Ořešína z roku 1826

Katastrální území Ořešína vzniklo před rokem 1826, kdy byl pořízen stabilní katastr. Jednalo se o malou ves se shlukovou zástavbou, jejímž základem byla severojižní cesta z Mokré Hory do Útěchova, dnešní ulice Drozdí a horní část ulice Klimešovy (od návsi nahoru), vedoucí v prostoru vesnice po spádnici. Čtvercová náves, uprostřed s křížkem, byla obestavěna několika hospodářskými statky. Na západ, po vrstevnici, vybíhala krátká slepá ulička, dnešní ulice U zvoničky, opět se zástavbou, zčásti tvořenou pozůstatky bývalého ořešínského dvora (v jeho prostoru se nacházela také tehdejší hájenka, nyní radnice). Právě návsí a touto ulicí byl tvořen Ořešín až do poloviny 18. století. Teprve po roce 1750 začala vznikat shluková, převážně domkářská zástavba podél cesty na Útěchov, dnešní horní část ulice Klimešovy, včetně ulice Ronovské. Domy byly v roce 1826 již vybudovány z nehořlavého materiálu, dřevěné byly stodoly u statků.

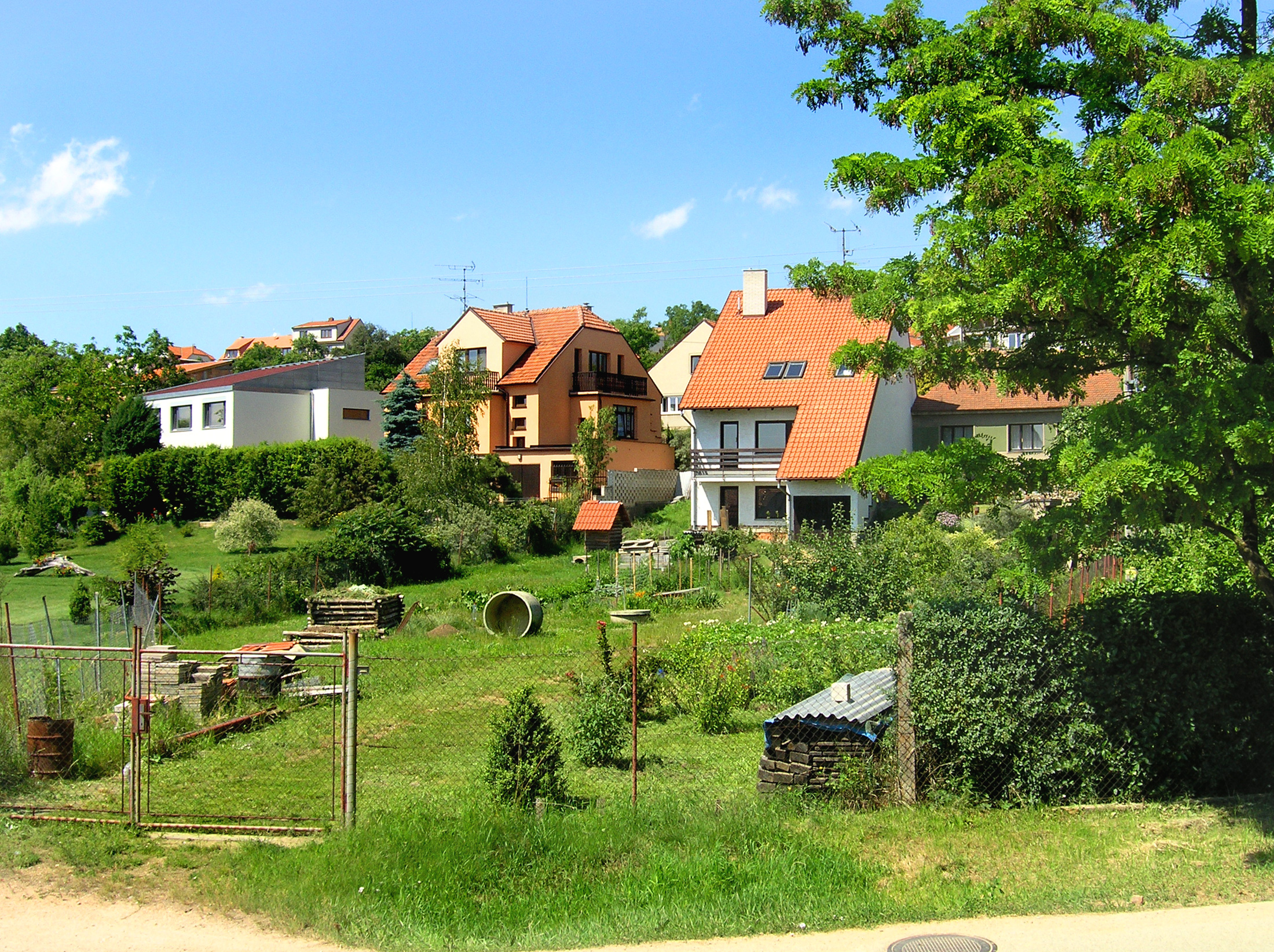
Rodinná zástavba z 90. let 20. století v ulici U zvoničky

Ani v dalších desetiletích nenabral stavební rozvoj Ořešína rychlejšího tempa. Byla zahušťována domkářská zástavba severně od návsi, objevila se souvislá řada domů v horní části ulice Drozdí a postaveny byly také dva statky východně od vesnice. Po vybudování silnice z Jehnic v roce 1908 začali obyvatelé stavět domy i podél této spojnice (spodní část ulice Klimešovy) a nová ulice vznikla i v horní části vsi (ulice Jasná). V průběhu 70. a 80. let byla vybudována zástavba rodinných domů východně od návsi tvořící ulici Odlehlou (byť některé domy se zde nacházely již dříve), během 90. let pak vznikla souběžně s ní ulice Šikmá. Větší míra suburbanizace na přelomu tisíciletí se však Ořešínu vyhnula a jeho rozvoj nebyl tak překotný, jako u jiných brněnských okrajových čtvrtí. Kolem roku 2010 byla zastavěna ulice Na Buble a vznikl zárodek ulice Pluháčkovy. V roce 2024 se v Ořešíně nacházelo 11 ulic.

## Přírodní poměry

### Poloha
Ořešín se nachází v severní části Brna v okrese Brno-město, devět kilometrů od centra Brna. Leží na konci silnice z brněnské čtvrti Jehnice, jeden kilometr severovýchodně od Jehnic, tři kilometry jihovýchodně od obce Lelekovice, čtyři kilometry jižně od obce Vranov (obě okres Brno-venkov), dva kilometry jihozápadně od brněnské čtvrti Útěchov a tři kilometry severozápadně od brněnské čtvrti Soběšice. Katastrálně sousedí na západě se čtvrtí Jehnice, na severu s obcí Vranov, na východě se čtvrtí Útěchov a obcí Bílovice nad Svitavou (okres Brno-venkov) a na jihu se čtvrtí Soběšice. Katastrální území Ořešín má rozlohu 3,06 km². Z toho tvořila v roce 2024 orná půda 0,49 km², zahrady 0,23 km², ovocné sady 0,03 km², travní porosty 0,05 km², lesní pozemky 2,04 km², vodní plochy 0,01 km², zastavěná plocha 0,06 km² a ostatní plocha 0,15 km².
Vesnice leží na jižním a jihozápadním svahu nezalesněného kopce Horky, na západním okraji výrazného zalesněného hřbetu Drahanské vrchoviny, směřujícího na jih směrem k Brnu. Svah spadá do hlubokého údolí říčky Rakovec a Ořešínského potoka. Nadmořská výška katastrálního území se pohybuje v rozmezí od 308 m (Ořešínská rákosina na jihozápadní hranici katastru) do 455 m (bezejmenná zalesněná kóta v severovýchodní části katastru). Střed městské části na návsi je umístěn v nadmořské výšce 350–355 m. V katastru čtvrti se nachází vrchol Horka o nadmořské výšce 410 m na jehož svahu ves leží, a dále dvě bezejmenné kóty v severní zalesněné části katastru s nadmořskými výškami 453 m a 428 m.

### Geologická stavba, reliéf a půdy
Po geologické stránce spadá území Ořešína do brněnského masivu, jenž je součástí Českého masivu. Z hornin zde převládá granodiorit, spraše a sprašové hlíny. Z geomorfologického hlediska patří ořešínský katastr do okrsku Soběšické vrchoviny, který je částí podcelku Adamovské vrchoviny, celku Drahanské vrchoviny, oblasti Brněnské vrchoviny, v rámci soustavy Česko-moravské subprovincie v provincii Česká vysočina.
Z půdních typů převládají v ořešínském katastrálním území kambizemě, v menší míře se zde vyskytují hnědozemě a černozemě, místy jsou silně svažité půdy a ojediněle gleje a pseudogleje.

### Podnebí a vodstvo
Podle Quittovy klasifikace podnebí spadá Ořešín do mírně teplé oblasti MT11, dle Köppenovy klasifikace podnebí patří do mírného oceánického podnebí Cfb. Na nejbližší profesionální meteorologické stanici v Brně-Tuřanech činila v roce 2023 průměrná roční teplota 11,5 °C a roční úhrn srážek 564 mm.
Území Ořešína patří do úmoří Černého moře a povodí Dunaje, celý katastr je odvodňován do Ponávky. Nejvýraznějším tokem je potok Rakovec (délka 5 km), jenž je přítokem Ponávky. Ten protéká hlubokým zalesněným údolím a zčásti tvoří východní a jižní hranici katastru. Do něj se jižně od vsi, u sokolského areálu, vlévá malý Ořešínský potok (1,3 km), jenž pramení severovýchodně od vesnice. Severní hranici katastru, rovněž v lesích Soběšické vrchoviny, tvoří údolí Babídolského potoka (3 km), na kterém se poblíž soutoku s Ponávkou nachází dvě malé vodní nádrže (přírodní rezervace Babí doly). Na jihu katastru, v prostoru Ořešínské rákosiny, pramení Jehnický potok (2 km), který zde rovněž tvoří část katastrální hranice a který je rovněž přítokem Ponávky.

### Flora a fauna
Z hlediska biogeografického leží Ořešín v brněnském bioregionu na jihovýchodním okraji hercynské podprovincie v rámci provincie středoevropských listnatých lesů. Podle fytogeografického členění spadá do okresu Moravské podhůří Vysočiny, jenž patří do českomoravského mezofytika v rámci mezofytika. Potenciálně přirozenou vegetací je černýšová dubohabřina.
Lesy v katastru Ořešína i okolí, které se řadí podle lesnické typologie ke druhému lesnímu vegetačnímu stupni (bukodubovému), patří brněnské Mendelově univerzitě, která je spravuje skrze Školní lesní podnik Masarykův les Křtiny. Stará se o ně jedno ze tří školních polesí, polesí Vranov, které sídlí v areálu na Hrádkové cestě v katastru Vranova, těsně za hranicí Útěchova. Lesy slouží převážně k výuce posluchačů univerzity, odborným výzkumům, částečně i ke komerční lesnické činnosti. Porost je tvořen převážně dubem zimním, bukem lesním, smrkem ztepilým a borovicí lesní. V podrostu se vyskytují trávy (lipnice hajní, lipnice úzkolistá, strdivka nící, strdivka jednokvětá) a hájové byliny (zvonek broskvolistý, hrachor černý, jahodník truskavec, ptačinec velkokvětý), i když místy byla tato vegetace nahrazena stínomilnější a kyselomilnější. Pastviny a lady ovládají rumištní rostliny s některými pionýrskými druhy (třtina křovištní, turan kanadský, zlatobýl kanadský, merlík bílý, pelyněk černobýl, kopřiva dvoudomá, přeslička rolní, pampeliška lékařská, rmen rolní, heřmánkovec přímořský, druhy svízele). V nivě Rakovce se vyskytují jasanové olšiny s olší lepkavou, jasanem ztepilým, vrbami, bezem černým, kalinou obecnou, topolem černým a topolem osikou.
Složení fauny je ovlivněno jednak blízkostí velkého města, jednak samotným umístěním Ořešína na rozhraní hercynské, severopanonské a západokarpatské podprovincie. Z ptáků se zde vyskytují hrdlička zahradní (po roce 1945), strakapoud jižní, lelek lesní, krkavec velký, čáp černý, králíček ohnivý, různé druhy sýkor, sojka obecná, kos černý, drozd brávník, z dravců pak káně lesní, občas i jiní. V lesích žijí srnci obecní, prasata divoká, mufloni, lišky obecné, objevuje se ježek východní, myšice lesní, hraboš polní, hrabošík podzemní, z netopýrů netopýr rezavý či netopýr hvízdavý. V Babích dolech hnízdí ledňáček říční. Na polích se objevují skřivani polní, bažanti, někdy koroptve i chřástal polní. V katastru vsi se v poslední době vyskytuje také teplomilná kudlanka nábožná.

### Ochrana životního prostředí

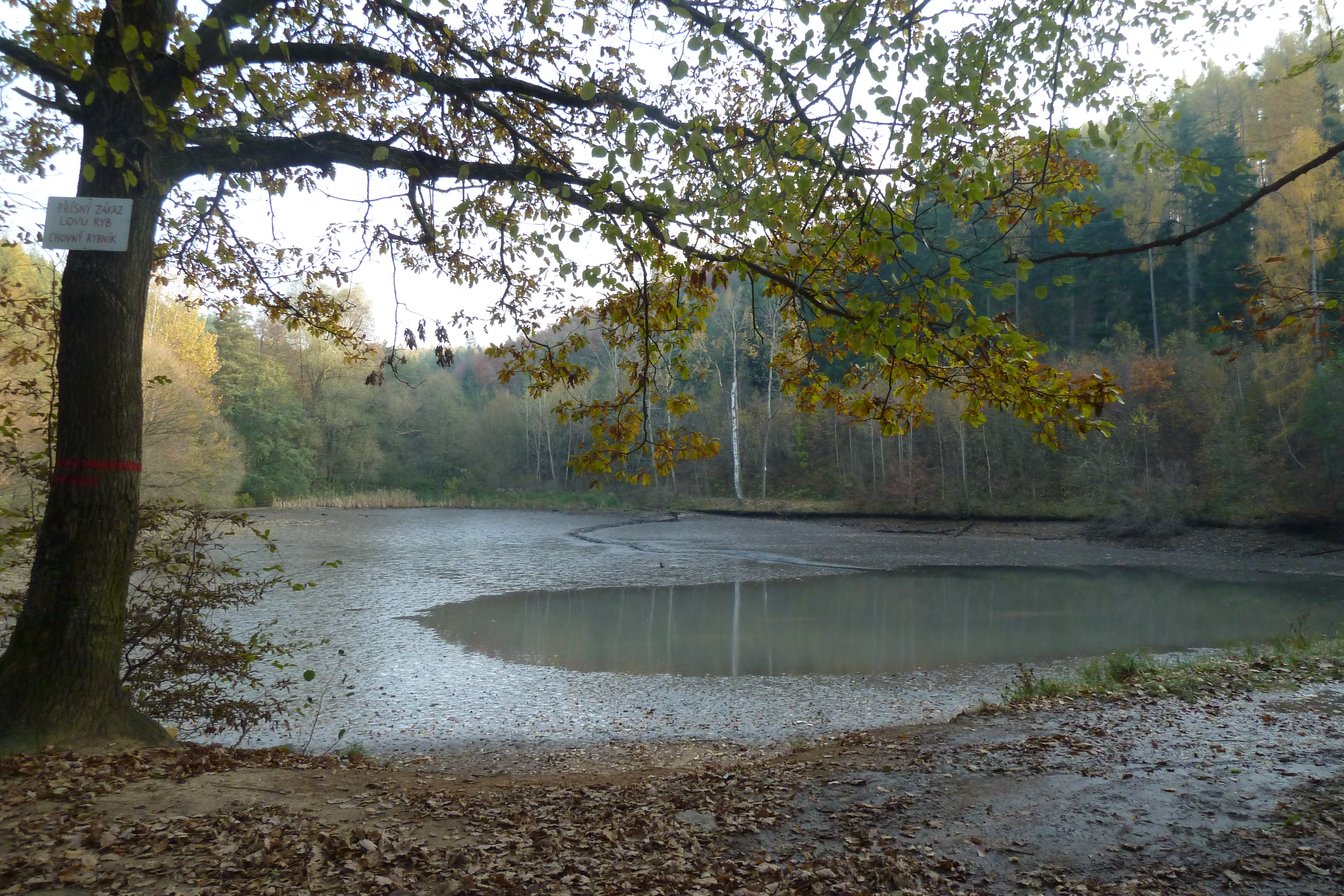
Přírodní rezervace Babí doly

Na severním okraji katastru Ořešína se nachází přírodní rezervace Babí doly, tvořená dvěma malými vodními nádržemi na Babídolském potoku a přilehlou mokřadní loukou.
Na území Ořešína bylo vyhlášeno pět významných krajinných prvků (VKP). Jedná se o VKP Prameniště Ořešínského potoka, VKP Údolí Rakoveckého potoka, VKP Horka u Ořešína, VKP Meze u křížku a VKP Ořešínská rákosina.

## Obyvatelstvo

### Struktura obyvatelstva
Podle lánové vizitace tvořilo Ořešín v roce 1656 devět usedlostí, z nichž dvě byly pusté, roku 1673 bylo osedlých osm a jedna pustá. Počet domů se dlouho nezvyšoval, v roce 1750 zde bylo devět osedlých (tři celoláníci, jeden třičtvrtěláník, tři půlláníci, jeden čtvrtláník, jeden chalupník bez polí). Roku 1771 žilo v Ořešíně 75 obyvatel hovořících česky. Počet obyvatel nadále stoupal: v roce 1790 zde ve 21 domech pobývalo 96 osob, roku 1834 ve 27 domech 152 obyvatel a v roce 1850 čítala ves 149 lidí. Celá ořešínská komunita byla dlouhodobě výhradně českojazyčná, počet německy mluvících byl do roku 1945 nulový, s jedinou výjimkou roku 1930, kdy se přihlásil jeden německojazyčný obyvatel.
|                | 1869 | 1880 | 1890 | 1900 | 1910 | 1921 | 1930 | 1950 | 1961 | 1970 | 1980 | 1991 | 2001 | 2011 | 2021 |
| -------------- | ---- | ---- | ---- | ---- | ---- | ---- | ---- | ---- | ---- | ---- | ---- | ---- | ---- | ---- | ---- |
| Počet obyvatel | 166  | 182  | 217  | 245  | 232  | 275  | 333  | 383  | 408  | 384  | 362  | 311  | 452  | 577  | 607  |
| Počet domů     | 29   | 31   | 36   | 40   | 44   | 52   | 75   | 102  | 100  | 99   | 104  | 113  | 152  | 179  | 199  |

Podle údajů Sčítání lidu, domů a bytů 2021 (SLDB 2021) se v Ořešíně nacházelo 199 domů (z toho 192 rodinných domů a 2 bytové domy, zbývajících pět domů bylo zařazeno mezi „ostatní budovy“), z nichž 180 bylo obydleno. Z celkového počtu 199 jich 84 bylo postaveno mezi lety 1991 a 2010. Dle SLDB 2021 žilo v Ořešíně 607 obyvatel, z toho 307 mužů a 300 žen. Celkem 340 osob uvedlo národnost českou, 160 osob národnost moravskou, 12 národnost slovenskou a 1 národnost polskou; ostatní národnost neuvedli. Podle počtu obyvatel byl v roce 2021 Ořešín nejmenší brněnskou městskou částí.

### Náboženský život
Ořešín v minulosti spadal do řečkovické farnosti, kam je v rámci římskokatolické správy příslušný dosud. Zřejmě v roce 1865 byla poblíž návsi (dnes ulice U zvoničky) postavena hranolová zděná zvonice, která sloužila i k náboženským účelům. Při rekonstrukci v roce 2018 byla povýšena na kapli Neposkvrněného Srdce Panny Marie a od té doby jsou v ní dvakrát ročně slouženy mše. Ořešínští občané také pravidelně pořádají 30. srpna pouť k poutnímu kostelu Narození Panny Marie v sousedním Vranově jakožto vděk za ušetření od cholerové epidemie v roce 1866, která se vsi zcela vyhnula. Hřbitov se v Ořešíně nikdy nenacházel, obyvatelé vsi byli pohřbívání na hřbitovech v Řečkovicích a od 50. let 20. století také na hřbitově v Jehnicích. Od roku 1960 využívají občané též brněnský Ústřední hřbitov.
Území Ořešína spadalo od roku 1922 do obvodu brněnské náboženské obce církve československé, od roku 1927 patřilo k náboženské obci v Králově Poli a od roku 1940 příslušelo k řečkovické náboženské obci.
Při SLDB 2021 se k římskokatolické církvi přihlásilo 95 osob, k církvi československé husitské 2 osoby a k českobratrské církvi evangelické 1 osoba.

## Obecní správa a politika
Městská část Brno-Ořešín zahrnuje celé katastrální území Ořešín, ve kterém se nachází evidenční část obce Ořešín. Celý Ořešín je také jedinou základní sídelní jednotkou.
Pro účely senátních voleb je území celé městské části Brno-Ořešín zařazeno do volebního obvodu č. 60.

### Zastupitelstvo a starosta
Městská část má sedmičlenné zastupitelstvo, v jehož čele stojí starosta. Od roku 2005 je starostou Jan Levíček.
| Období    | Voliči v seznamu | Účast v % | Mandáty | Vítězná kandidátka (počet mandátů)              | Starosta                    |
| --------- | ---------------- | --------- | ------- | ----------------------------------------------- | --------------------------- |
| 1990–1994 |                  |           |         |                                                 | Stanislav Piják (1991–1994) |
| 1994–1998 | 211              | 89,10     | 7       | 3 m. ČSSD                                       | Stanislav Piják (1994–1996) |
| 1994–1998 | 211              | 89,10     | 7       | 3 m. ČSSD                                       | Hana Tomášová (1996–1998)   |
| 1998–2002 | 274              | 81,02     | 5       | 2 m. Sdružení nezávislých kandidátů-míst.celkem | Zdeněk Hrnčíř (1998–2002)   |
| 2002–2006 | 380              | 71,32     | 5       | 1 m. získalo celkem 5 kandidátních listin       | Jan Havíř (2002–2005)       |
| 2002–2006 | 380              | 71,32     | 5       | 1 m. získalo celkem 5 kandidátních listin       | Jan Levíček (2005–2006)     |
| 2006–2010 | 414              | 72,95     | 7       | 3 m. "Společně pro Ořešín"                      | Jan Levíček (2006–2010)     |
| 2010–2014 | 438              | 75,80     | 7       | 3 m. Společně pro Ořešín                        | Jan Levíček (2010–2014)     |
| 2014–2018 | 451              | 64,08     | 7       | 4 m. SPOLEČNĚ PRO OŘEŠÍN                        | Jan Levíček (2014–2018)     |
| 2018–2022 | 452              | 74,56     | 7       | 3 m. SPOLEČNĚ PRO OŘEŠÍN                        | Jan Levíček (2018–2022)     |
| 2022–2026 | 470              | 65,96     | 7       | 5 m. SPOLEČNĚ s HASIČI pro Ořešín               | Jan Levíček (od 2022)       |

### Symboly

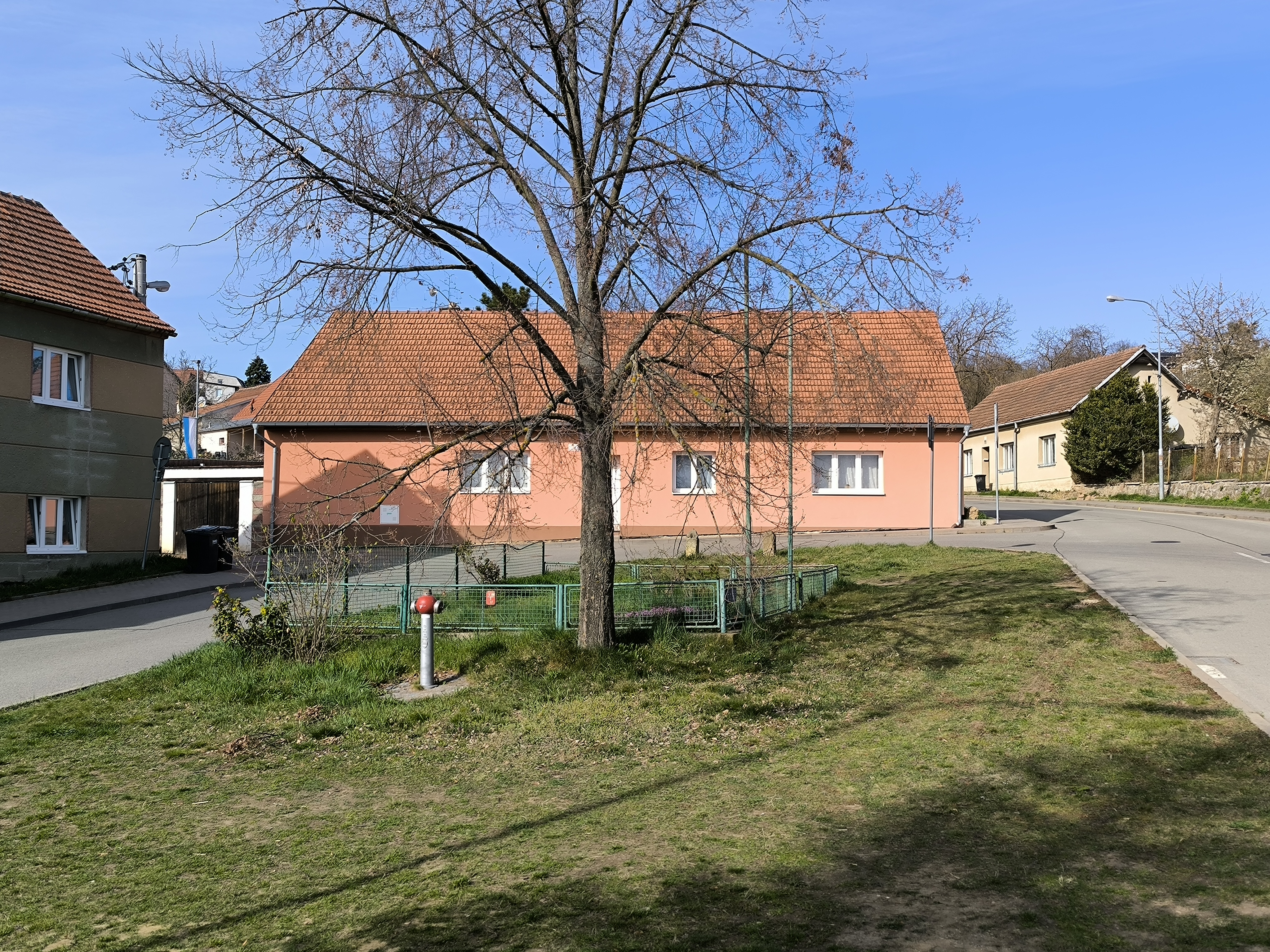
Ořešínská náves

Dochován je jediný pečetní typář Ořešína. V opisu pečetě se nachází nápis P RYCHTARZ A OBECZ DIEDINY ORZESHEIN, v jejím poli je nahoře umístěna větev vinné révy se dvěma listy a malým vinným hroznem vpravo, pod větví radlice a kosíř, které nejsou přivrácené. Mezi zemědělským náčiním a okrajem pečetního pole je vždy jeden pětilistý květ, uprostřed mezi radlicí a kosířem pak dva pětilisté květy pod sebou. V Moravském zemském archivu se nachází na dokumentech josefínského katastru dochovaný exemplář pečetě. Typář pochází zřejmě ze 17. století.
Znak městské části Brno-Ořešín byl přijat v roce 1995 a vychází z podoby pečetě. Je tvořen modrým štítem se stříbrnou hlavou, ve které je umístěna zelená větev vinné révy se dvěma listy heraldicky vpravo a hroznem heraldicky vlevo. Pod hlavou štítu se nachází stříbrné zemědělské náčiní: vztyčená radlice a kosíř, vzájemně nepřivrácené. Vlajka byla městské části udělena předsedou Poslanecké sněmovny 20. ledna 2005. Její podoby je odvozena od znaku. Tvoří ji dva vodorovné pruhy, bílý a modrý, v poměru 1:2. V modrém pruhu se nachází bílé zemědělské předměty, jimiž jsou radlice (ostřím k žerdi a hrotem k hornímu okraji) a kosíř (ostřím k žerdi). Poměr šířky listu k jeho délce je 2:3. Ve Statutu města Brna, kde je popsán znak, i v oficiálním popisu vlajky v Registru komunálních symbolů je v obou případech místo kosíře uveden vinařský nůž, i když v obou případech je namalován kosíř a takový znak i vlajka se reálně používají. Všechny figury na znaku i vlajce odkazují k zemědělské a vinařské historii obce, byť vinice se zde zřejmě nacházely jen krátce a v malém množství.

## Hospodářství a doprava

### Hospodářství
Vzhledem k tomu, že Ořešín si zachoval vesnickou podobu doplněnou menším množství novější suburbánní výstavby, nenachází se zde žádné větší provozovny. V roce 2024 mělo na území městské části zapsáno sídlo celkem 22 obchodních společností a 103 živností. Celá městská část spadala v roce 2024 pod pobočku České pošty v Řečkovicích (Brno 21). Na jižním okraji čtvrti se nalézá sběrný dvůr městského podniku SAKO Brno.
Za první republiky a za protektorátu se v Ořešíně nacházela strojírenská dílna a malá tkalcovská dílna.

### Doprava

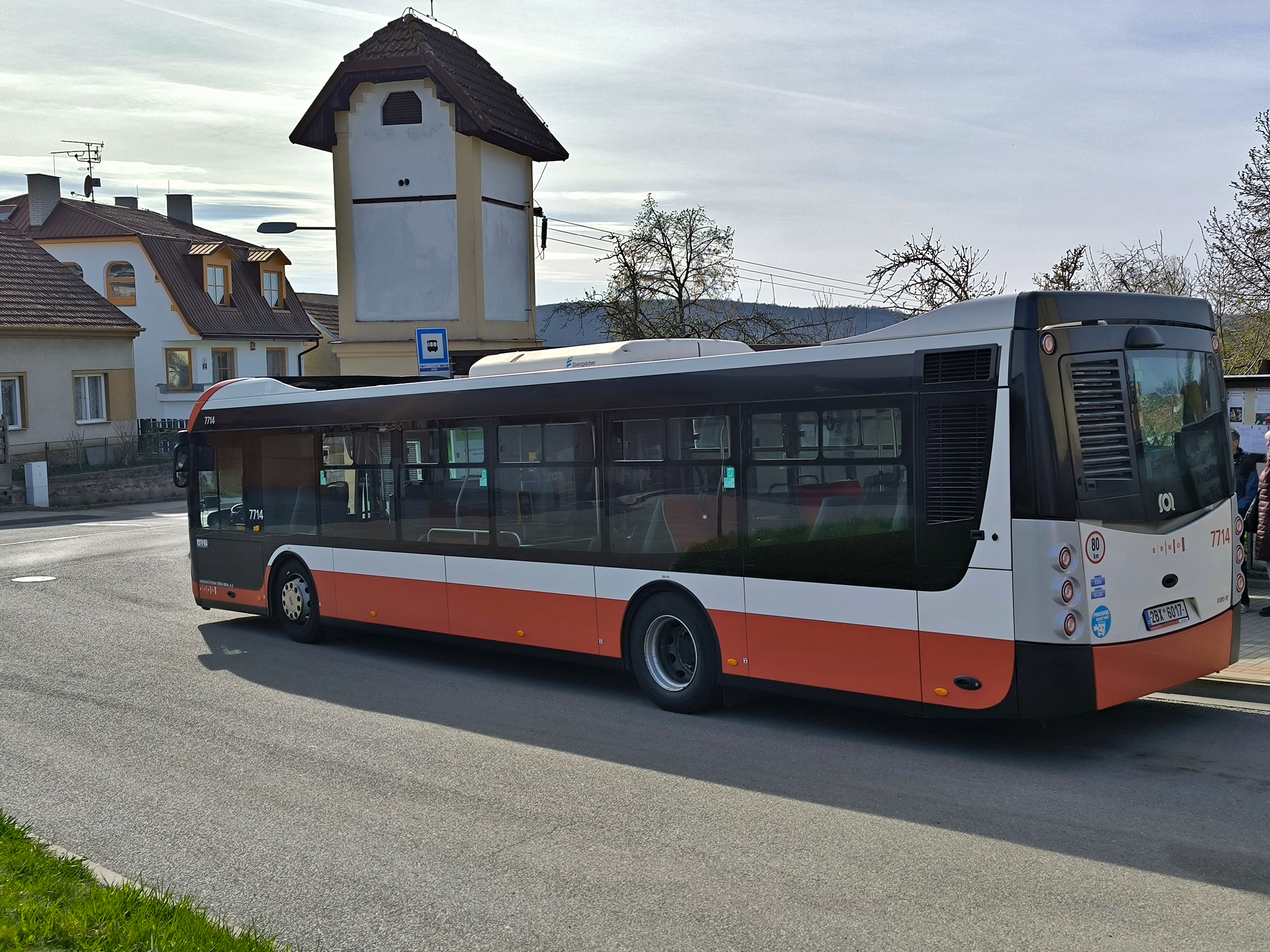
Autobus MHD ve smyčce na návsi

Jedinou příjezdovou cestou do Ořešína je ve směru z Jehnic ulice Klimešova, která je zařazena mezi místní komunikace III. třídy. Čtvrť není průjezdná, zvažovaná silnice směrem na Útěchov není realizovatelná z důvodu ochrany životního prostředí. V letech 2010, 2016 ani 2020 nebylo ve vsi provedeno celostátní sčítání dopravy.
Veřejná hromadná doprava je zajišťována v rámci Integrovaného dopravního systému Jihomoravského kraje městskými autobusovými linkami Dopravního podniku města Brna. V roce 2024 jezdila do Ořešína denní linka č. 70 a noční linka č. N90, které zde byly obě ukončeny. Nejbližšími železničními zastávkami jsou Brno-Řečkovice a Česká, nacházející se na trati Brno – Havlíčkův Brod, ve vzdálenosti 3 km od Ořešína.

## Školství, kultura a sport

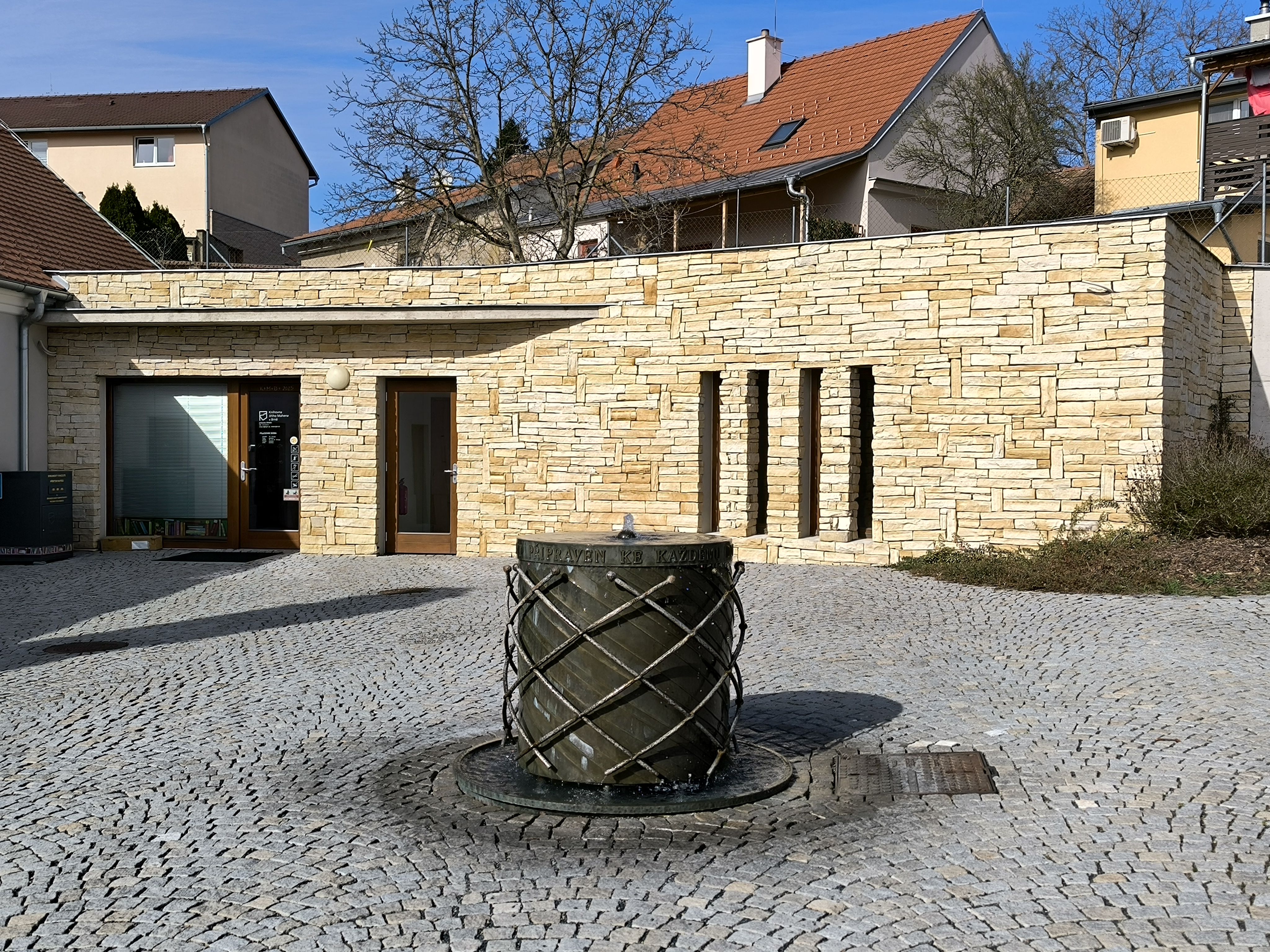
Pobočka Knihovny Jiřího Mahena

Ořešínské děti chodily původně do školy v Řečkovicích, poprvé zmiňované počátkem 18. století. V roce 1872 byla postavena jednotřídní škola v Jehnicích na návsi, která byla určena i pro žáky z Ořešína a Mokré Hory. Tu v roce 1895 vystřídala nová budova trojtřídní školy v dnešní Blanenské ulici. Přímo v Ořešíně byla v roce 2011 postavena v ulici Drozdí kontejnerová školní budova, v níž sídlí příspěvková organizace Mateřská škola Oříšek Brno, jejímž zřizovatelem je městská část Brno-Ořešín. Ta je jediným školním zařízením ve vsi. Celá čtvrť byla roku 2023 součástí spádového obvodu Mateřské školy Oříšek (MŠ), Základní školy a mateřské školy Blanenská v Jehnicích (ZŠ 1.–5. ročník) a Základní školy Novoměstská v Řečkovicích (ZŠ 6.–9. ročník).
Ořešínská knihovna, jedna z nejmenších poboček městské Knihovny Jiřího Mahena, sídlí v ulici U Zvoničky v budově úřadu městské části.
V ulici Drozdí se nachází soukromá hvězdárna Jaroslava Jaška, kterou postavil po roce 2000.
V Ořešíně funguje sbor dobrovolných hasičů, jehož hasičská zbrojnice stojí na křižovatce ulic Klimešova a Příhon, působí zde tělovýchovná jednota TJ Sokol Ořešín, který má oddíly stolního tenisu a sídlí ve sportovním areálu jižně od Ořešína, v údolí potoka Rakovec. Místní Sokol organizuje několik každoročních akcí, například závod horských kol Ořešínský vánek.
Ve čtvrti jsou pořádány tradiční společenské akce. Vždy 30. srpna se koná pouť do sousedního Vranova k poutnímu kostelu, k dalším pravidelným událostem patří ostatky v únoru, Slavnosti ořešínského léta v červnu, Letní noc v Rakovcích taktéž v červnu a svatováclavské hody v září.
Lesnaté a kopcovité okolí Ořešína, součást Lesnického Slavína, využívají k rekreační turistice Brňané. V roce 2024 vedly Ořešínem dvě značené turistické trasy Klubu českých turistů, jedna další pak vedla jižně od vsi údolím potoka Rakovec.

## Pamětihodnosti

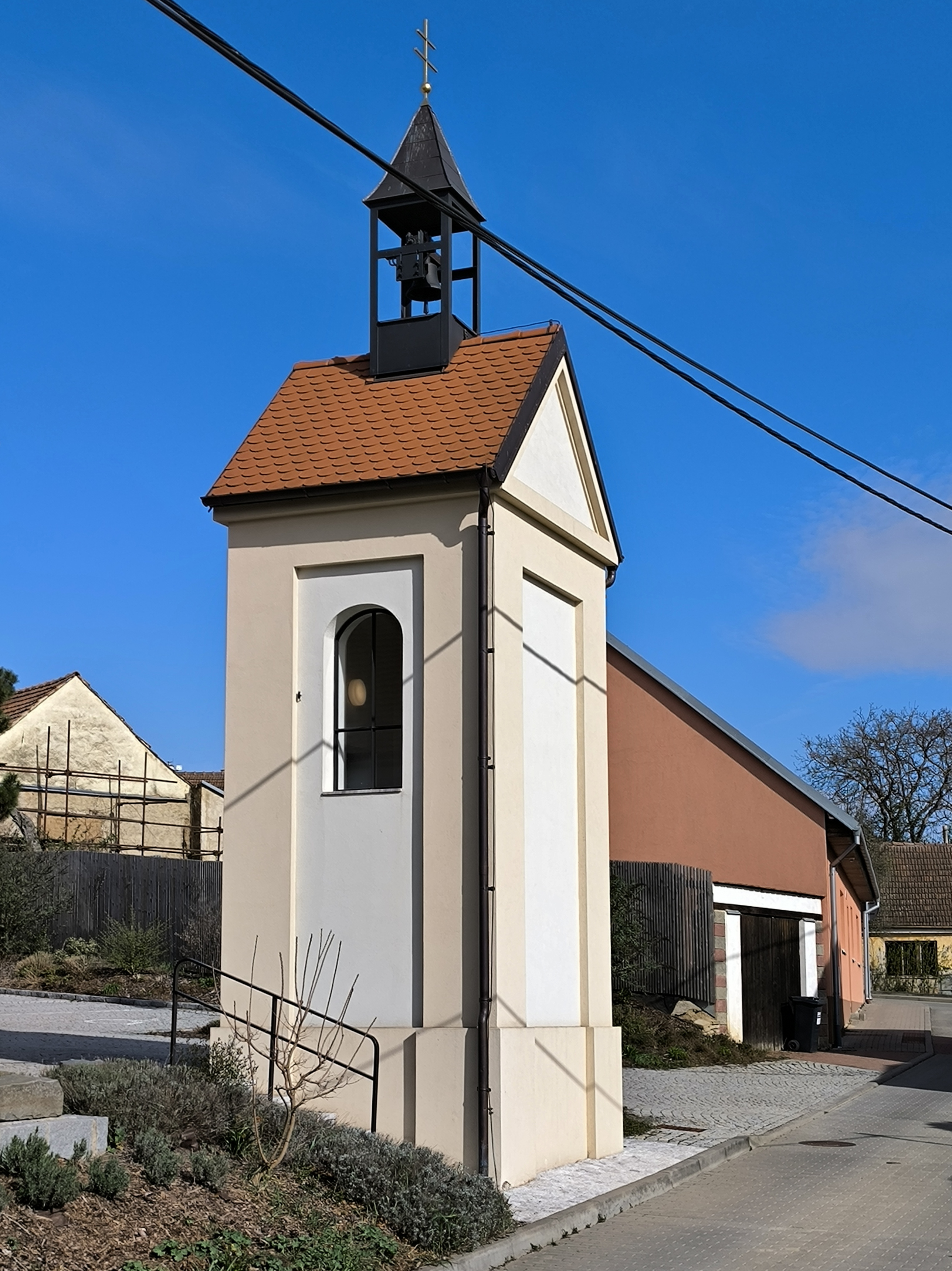
Kaple Neposkvrněného Srdce Panny Marie

Ořešín je jednou ze tří brněnských městských částí, na jejichž území nestojí žádný památkově chráněný objekt. Přesto se zde nachází historická hájenka a několik malých kulturních pamětihodností:
- bývalá hájenka v ulici U zvoničky, nyní sídlo úřadu městské části. Barokní stavba z roku 1744, zásadně zrekonstruovaná v 10. letech 21. století pro potřeby ořešínské radnice se zachováním původní podoby.[43]
- kaple Neposkvrněného Srdce Panny Marie v ulici U zvoničky, vedle bývalé hájenky. Hranolová zděná stavba, možná z roku 1865, byla původně zvoničkou, při rekonstrukci v roce 2018 byla vysvěcena a změněna na kapli.[69][44]
- boží muka z roku 2005 na Horce. Tuto drobnou sakrální stavbu nechal postavit řečkovický občan Eugen Morbacher na památku své manželky, která zemřela v roce 1945 při osvobozování Ořešína. Jeho rodina se na konci druhé světové války ukrývala v Ořešíně před ustupujícími německými vojsky.[108][109]
- pomník padlým ve světových válkách z roku 1960 na návsi (Klimešova ulice). Původní pomník padlým z roku 1925 se nacházel u ulice Příhon.[110]

## Osobnosti
- Naďa Johanisová (* 1956) – ekologická ekonomka a environmentalistka[111]
- Josef Kapoun (1886–1958) – politik, v letech 1931–1933 starosta Ořešína, v letech 1946–1954 poslanec Ústavodárného Národního shromáždění a Národního shromáždění[20]
- Václav Klimeš (1894–1942) – odbojář, zemřel v koncentračním táboře Mauthausen[112]
- Jiří Václavek (1942–2010) – politik, v letech 1996–2006 poslanec Poslanecké sněmovny[113]
- Mojmír Vlašín (* 1954) – zoolog, ekolog a politik, v letech 2005–2006 místostarosta MČ Brno-Ořešín, syn Štěpána Vlašína[114]
- Štěpán Vlašín (1923–2012) – literární kritik a historik, otec Mojmíra Vlašína[115]